# Hermonassa clava
Hermonassa clava là một loài bướm đêm trong họ Noctuidae.